# کابوی‌ها
کابوی‌ها (انگلیسی: The Cowboys) فیلمی در ژانر وسترن به کارگردانی مارک رایدل است که در سال ۱۹۷۲ منتشر شد.

## بازیگران
- جان وین
- راسکو لی براون
- بروس درن
- کالین دوهرست
- اسلیم پیکنز
- رابرت کارادین
- آ مارتینز
- ریچارد فارنزورث
- لانی چپمن
- سارا کانینگهام
- مت کلارک